# 联邦党人学会
联邦党人法律和公共政策研究学会（英語：The Federalist Society for Law and Public Policy Studies），简称为联邦党人学会（ Federalist Society），是一个由保守派和自由主义者组成的组织。该组织声称依据文本主义或原旨主义来寻求改革现行的美国法律。它成立于1982年，是全美最具影响力的法律组织之一。
联邦党人学会成立于耶鲁大学，是一个保守派法律精英组织。该学会通过从法律教育初期就介入保守派学生的职业规划、通过内部活动强化对保守派意识形态的高度认同、通过社会各个领域活跃分子之间人脉上的互相扶持，造就了美国联邦最高法院当下六位保守派大法官皆出身该学会的盛况。

## 对入会成员的要求
联邦党人学会的成员资格限制申请者需要成为律师或法学院学生，联邦党人学会致力于“国家维护自由”的原则，认为美国宪法的核心是“分权”，同时司法机构的职责在于阐述法律原意。

## 著名成员
- 美國首席大法官 约翰·罗伯茨
- 前任美国联邦最高法院大法官 安东宁·斯卡利亚 （他曾是该组织的原旨主义部门导师）
- 美国联邦最高法院大法官 塞缪尔·阿利托
- 美国联邦最高法院大法官 克拉伦斯·托马斯
- 美国联邦最高法院大法官 尼尔·戈萨奇
- 美国联邦最高法院大法官 布雷特·卡瓦诺
- 美国联邦最高法院大法官 埃米·科尼·巴雷特